# 陸豐市龍山中學
陸豐市龍山中學，簡稱龍山，是广东省陸豐市兩所重點高級中學中其中一所。

## 歷史
龍山中學歷史追溯到始建於清朝乾隆七年（1742年）的龍山書院，為當時陸豐知縣陳冠世所創。直到1924年，才更名為龍山中學，但龍山中學官方校慶則從龍山書院誕生起始，迄今為止270年。
龍山中學位於陸城龍山之陽，1906年，龍山書院改為縣立高等小學堂，實行新學制，四年畢業。次年，附設初中程度的簡易師範一個班。1912年，龍山高小改制為3年制，1914年，縣城增設一所高等小學，龍山高等小學改稱縣立第一高等小學校。1924年初，陸豐縣立初中在龍山中學開辦，附設高等小學。1966年6月称中山红一中学。1972年改称沙溪中学。1978年复称今名。1981年秋，直属县办，改市后属市办。

## 校園環境
龍山目前有三個校區，但一般教學活動主要集中在陸城主校區。其餘為法留校區（原私立法留學校），陽光校區。由於主校區建於山上，學校的發展跟擴張受到了一定的限制，特別是在教學設施的改善。因此，龍山中學不僅擴展新校區，也在周邊買入樓盤作為新生的宿舍，使校園面積和建築面積均擴大一倍。另外，爲了接收往屆生的報讀，學校在校外成立了龍門輔導中心。

## 辦學成果
全國和諧校園先進學校、廣東省一級學校、廣東省安全文明校園、廣東省現代教育技術實驗學校、廣東省高中教學水準優秀學校、廣東省中小學教師繼續教育校本培訓示範學校、廣東省中小學科學教育特色學校。

## 知名校友
- 謝非
- 歐金谷
- 賴少其
- 陳強
- 羅鴻溪